# (5272) Dickinson
(5272) Dickinson es un asteroide perteneciente al cinturón de asteroides, descubierto el 30 de agosto de 1981 por Edward Bowell desde la Estación Anderson Mesa (condado de Coconino, cerca de Flagstaff, Arizona, Estados Unidos).

## Designación y nombre
Designado provisionalmente como 1981 QH2. Fue nombrado Dickinson en honor a Terence Dickinson, principal divulgador de astronomía de Canadá. Autor de varios libros, especialmente NightWatch, The Universe and Beyond, Explorando el cielo de día y Explorando el cielo nocturno, el último de los cuales recibió el Premio del libro de ciencias infantiles de la Academia de Ciencias de Nueva York en 1988. Llega a una amplia audiencia cada semana con su columna de astronomía en el periódico The Toronto Star y en los programas de Canadian Broadcasting Corporation. De 1973 a 1975 fue editor de la revista Astronomy, y ocupó puestos científicos en el Ontario Science Centre de Toronto, el Strasenburgh Planetarium en Rochester y el McLaughlin Planetarium en Toronto. También enseña astronomía en St. Lawrence College en Kingston, Ontario.

## Características orbitales
Dickinson está situado a una distancia media del Sol de 2,214 ua, pudiendo alejarse hasta 2,640 ua y acercarse hasta 1,787 ua. Su excentricidad es 0,192 y la inclinación orbital 4,447 grados. Emplea 1203,66 días en completar una órbita alrededor del Sol.
El próximo acercamiento a la órbita terrestre se producirá el 20 de noviembre de 2094.

## Características físicas
La magnitud absoluta de Dickinson es 14,4. Tiene 3,253 km de diámetro y su albedo se estima en 0,265.